# Karl Kraepelin
Karl Matthias Friedrich Magnus Kraepelin (ur. 14 grudnia 1848 w Neustrelitz, zm. 28 czerwca 1915 w Hamburgu) – niemiecki przyrodnik. Brat psychiatry Emila Kraepelina.
Uczęszczał do gimnazjum w rodzinnym Neustrelitz. Następnie, od 1868 do 1870, studiował na Uniwersytecie w Getyndze nauki przyrodnicze. Brał udział w wojnie 1870/71. W 1873 roku na Uniwersytecie w Lipsku otrzymał tytuł doktora filozofii. Od 1889 do śmierci w 1914 kierował Muzeum Przyrodniczym w Hamburgu.
Zajmował się m.in. anatomią owadów, mszywiołami, wijami.

## Wybrane prace
- Karl Kraepelin, Karl Möbius: Die Deutschen Süsswasser-Bryozoen: eine Monographie. L. Friederichsen & Co., 1887
- Revision der Skorpione (1893)
- Scorpiones und Pedipalpi Mus. in Hamburg. R. Friedländer & S., 1899
- Karl Kraepelin, O. Schwindrazheim. Naturstudien. B. G. Teubner, 1905
- Ameisen aus Java. Jahrbuch der Hamburgischen Wissenschaftlichen Anstalten 22, ss. 1-26 (1905)
- Karl Kraepelin, O. Schwindrazheim. Naturstudien in der Sommerfrische: Reise-Plauderein. B. G. Teubner, 1906